# 沈德潜故居
沈德潜故居，也称教忠堂，位于江苏省苏州市姑苏区阔家头巷26号，东临网师园，建于清代。为苏州市文物保护单位。

## 历史
沈德潜（1673年－1769年），字碻士，号归愚，苏州人。清代著名诗人、进士，曾任内阁学士、礼部侍郎。去世后被乾隆帝追封太子太师。沈德潜在苏州有3处故居，其中最知名的是位于木渎镇的羡园（严家花园），另外在葑门亦有一处，三即为阔家头巷此宅。
沈德潜故居建于清乾隆十一年（1746年）之前，前后七进，现存门厅、大厅等，为清前期建筑风格，1993年修复了门厅、轿厅、大厅共三进建筑。宅门对面存有照壁，壁前有古井一口。
故居后被改造为昆剧传习所对外开放。
1998年11月24日，苏州市人民政府公布，其入选第四批苏州市文物保护单位。